# Sunset People
«Sunset People» (с англ. — «Люди заката») — песня американской певицы Донны Саммер, записанная для её седьмого студийного альбома Bad Girls 1979 года.

## Предыстория и релиз
Долгое время Донна Саммер выпускала свои записи на лейбле Casablanca Records, однако в 1980 году решила разорвать контракт из-за разногласий с продюсерами, в частности с главой компании Нилом Боггартом. Вскоре начались и судебные тяжбы. В 1980 году исполнительница подписала контракт с лейблом Geffen Records и готовила к выпуску новый альбом. Песня «Sunset People» была взята из альбома-бестселлера Bad Girls 1979 года, несмотря на то, что после был уже выпущен сборник On the Radio: Greatest Hits Volumes I & II и два сингла с него, лейбл Casablanca инициировал выпуск «новых» синглов, пытаясь саботировать предстоящие релизы певицы. Тем не менее, сингл не был выпущен на североамериканском рынке из-за продолжающихся судебных разбирательств.

## Отзывы критиков
Стивен Холден в своей рецензии альбома Bad Girls для издания Rolling Stone отметил в песне большой социальный подтекст, в котором описывается вся правда про кошмарную изнанку гламурного мира Голливуда, о жителях ночной Сансет-Стрип.

## Чарты
| Чарт (1980)                     | Высшая позиция |
| ------------------------------- | -------------- |
| Великобритания (OCC UK Singles) | 46             |
| Нидерланды (Single Top 100)     | 42             |
| Нидерланды (Tipparade)          | 14             |